# Jack Charlton
 (octobre 2014).
Si vous disposez d'ouvrages ou d'articles de référence ou si vous connaissez des sites web de qualité traitant du thème abordé ici, merci de compléter l'article en donnant les références utiles à sa vérifiabilité et en les liant à la section « Notes et références ».
Pour les articles homonymes, voir Charlton.
John Charlton dit Jack Charlton ou Jacky Charlton, né le 8 mai 1935 à Ashington (Angleterre) et mort le 10 juillet 2020 à Northumberland (Angleterre),, est un footballeur anglais ayant évolué comme défenseur à Leeds United et en équipe d'Angleterre.
Surnommé « Big Jack » (« Grand Jack ») en raison de sa taille (1 m 91), il est l'un des plus grands défenseurs centraux anglais. Il joue pendant toute sa carrière à Leeds United lors des années 1960 et 1970. Jack Charlton a joué 773 matchs et a marqué 96 buts avec Leeds United. Son principal titre est d'avoir remporté avec sa sélection nationale la Coupe du monde 1966 organisée en Angleterre. Au total, il marque six buts lors de ses trente-cinq sélections avec l'équipe d'Angleterre entre 1965 et 1970. Il devient par la suite entraîneur, notamment de l'équipe de la république d'Irlande.
Il est le frère aîné de Bobby Charlton, l'un des meilleurs joueurs anglais de tous les temps. C'est la deuxième fratrie après les Allemands Fritz et Ottmar Walter en 1954 à avoir remporté la Coupe du monde.

## Biographie

### Carrière de joueur
Jacky Charlton fait partie d’une famille de footballeurs, son oncle est Jackie Milburn (qui jouait dans l'équipe de Newcastle) et son jeune frère Bobby a fait une très grande carrière avec Manchester United et l'équipe d'Angleterre. Contrairement à son frère, Jacky Charlton ne semble pas destiné à devenir footballeur mais il signe un premier contrat professionnel en 1952 avec Leeds United après un essai concluant. Leeds United l’a repéré lors d’un match amateur et a déjà apprécié ses qualités défensives.
Il débute dans l'équipe sénior de Leeds United en avril 1953 et en moins de deux ans devient un titulaire indiscutable.
Charlton a des craintes pour sa carrière à Leeds United car il avait été en désaccord avec le nouvel entraîneur Don Revie lorsque ce dernier était joueur. Finalement ils réussissent à aplanir leurs différences et Revie bâtit une équipe autour de Charlton comme défenseur central.
La politique de formation de jeunes de Leeds United fait émerger Peter Lorimer, Paul Reaney et Billy Bremner, ce qui permet à cette équipe d'intégrer la 1re division anglaise en 1964. Un an plus tard, ils sont tous près de réaliser le doublé championnat-coupe d'Angleterre, mais Manchester United les devance de peu en championnat et ils s'inclinent en finale de coupe d’Angleterre face à Liverpool.
Alors qu'il va avoir 30 ans, le sélectionneur anglais Alf Ramsey appelle Jacky Charlton en sélection anglaise pour jouer contre l'équipe d'équipe d'Écosse à Wembley. Ses débuts sont prometteurs, il est conservé dans la défense de l'équipe d'Angleterre en 1965, en vue de la Coupe du Monde 1966, organisée à domicile. Avec Bobby Moore, il forme la charnière centrale immuable de la défense anglaise.
Il dispute donc la Coupe du Monde 1966 avec le numéro 5 et le premier match contre l'équipe d'Uruguay se solde par un résultat nul 0-0. L'équipe d’Angleterre passe le 1er tour grâce à ses victoires contre l'équipe du Mexique et l'équipe de France.
En demi-finale, Jacky Charlton prend l'ascendant sur l'attaquant portugais Torres. Les deux buts de son frère Bobby permettent aux Anglais d'atteindre la finale contre l'équipe d'Allemagne. L'équipe d'Angleterre bat l'équipe d'Allemagne 4-2, Jacky Charlton a alors 31 ans et il est le 2e joueur le plus âgé de l'équipe.
Après le sacre mondial de la sélection anglaise, il enchaîne avec une saison 1966-1967 plus mitigée, mais finalement conclut avec le titre de joueur anglais de l’année. Jack Charlton remporte ensuite des titres avec son équipe de Leeds United : en 1968 avec une victoire en coupe de la Ligue anglaise contre Arsenal, en 1969 avec le titre de champion, en 1971 avec la Coupe des Villes de Foires, puis en 1972 avec la coupe d'Angleterre.
À la fin de la saison 1971, Jack atteint 447 matchs en championnat avec Leeds United, un record pour son équipe à l'époque.

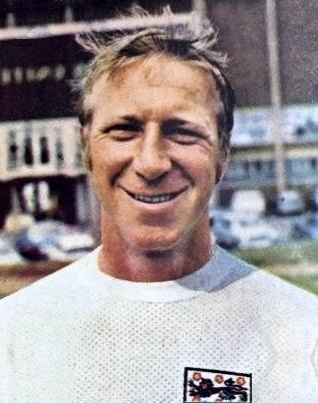
Jack Charlton en 1970, sélection nationale.

Il a eu moins de chance en 1970 échouant dans sa quête de réussir un triplé historique championnat-coupe d'Angleterre-Coupe d'Europe avec son club. Leeds United est devancé de neuf points par Everton pour le titre de champion d'Angleterre, est battu en demi-finale de la coupe d'Europe des Clubs Champions par le Celtic Glasgow (0-1 et 1-2) et par Chelsea en finale de la coupe d’Angleterre, (2-2 et 1-2 lors du match d'appui).
En 1970, Charlton fait partie de la sélection anglaise pour la Coupe du Monde 1970, il porte le numéro 17 durant le tournoi. L'équipe d'Angleterre perd en quart de finale contre l'équipe d'Allemagne qui prend sa revanche après la finale perdue en 1966.
L'année suivante, il continue de jouer, mais une blessure ne lui permit pas de contribuer à une nouvelle qualification en finale de coupe d'Angleterre. Il met fin à sa carrière en 1973 à 38 ans après avoir joué 773 matches et marqué 96 buts et une finale perdue de Coupe d'Angleterre.

#### Parcours
- 1952-1973 : Leeds United

### Carrière d'entraîneur
Pour ses débuts d'entraîneur il prend en charge l'équipe de Middlesbrough qu'il ramène en Premier League, ce qui lui permet d'obtenir le titre de manager de l'année.
Charlton quitte Middlesbrough en 1977, espérant devenir sélectionneur de l'équipe d'Angleterre, mais finalement il devient l'entraîneur de Sheffield Wednesday qu’il fait progresser de 3e en 2e division.
Par la suite il devient entraîneur de l'équipe de la république d’Irlande. Cette équipe a plusieurs très bons joueurs, notamment Liam Brady, Ronnie Whelan et David O'Leary mais ne s'est encore jamais qualifiée pour de grandes compétitions. Charlton a l'idée de renforcer l'équipe par des joueurs de la Premier League anglaise qui ont des ancêtres irlandais. C’est le cas de John Aldridge et Ray Houghton, dont les grands-parents sont Irlandais. L’équipe de la république d'Irlande se qualifie pour le Championnat d'Europe de 1988 en Allemagne, où elle est éliminée mais après avoir eu le plaisir de battre l'équipe d'Angleterre par 1–0. Ce résultat permit à Charlton d’être nommé Manager de football de l'année à la fin 1988.
L’équipe d'Irlande se qualifie à nouveau en 1990, cette fois pour la Coupe du monde de 1990, une première pour ce pays. Ils se qualifient pour les quarts de finale et perdent contre l’Italie, pays organisateur, qui joue devant son public.
Sous sa direction, l’Irlande se qualifie pour la Coupe du monde de 1994 aux États-Unis. Elle est éliminée en huitièmes de finale.
Charlton quitte son poste de sélectionneur-entraîneur après une défaite contre les Pays-Bas (0-2) et un échec pour la qualification au Championnat d'Europe de 1996.

#### Parcours
- 1973-1977 : Middlesbrough
- 1977-1983 : Sheffield Wednesday
- 1984-1985 : Newcastle United
- 1986-1995 :  République d'Irlande

Jacky Charlton meurt le 10 juillet 2020 à l'âge de 85 ans à son domicile de Northumberland,. Il avait été diagnostiqué l'année précédente d'un lymphome et souffrait de démence.

## Palmarès joueur

### En club
- Vainqueur de la Coupe des Villes de Foires en 1971 avec Leeds United
- Champion d'Angleterre en 1969 avec Leeds United
- Vainqueur de la Coupe d'Angleterre en 1972 avec Leeds United
- Vainqueur de la Coupe de la ligue anglaise en 1968 avec Leeds United

### EnÉquipe d'Angleterre
- 35 sélections et 6 buts entre 1965 et 1970
- Vainqueur de la Coupe du Monde en 1966
- Participation à la Coupe du Monde en 1966 (Vainqueur) et en 1970 (1/4 de finaliste)

## Palmarès entraîneur

### Avec l'Équipe d'Irlande
- Participation au Championnat d'Europe des Nations en 1988 (Premier Tour)
- Participation à la Coupe du Monde en 1990 (1/4 de finaliste) et en 1994 (1/8 de finaliste)